# Tephrosia capitata
Tephrosia capitata är en ärtväxtart som beskrevs av Bernard Verdcourt. Tephrosia capitata ingår i släktet Tephrosia och familjen ärtväxter. Inga underarter finns listade i Catalogue of Life.